# Antonino da Patti
S.Antonino da Patti , né à Messine en 1539 et mort à Rome en 1617 ou le 6 janvier 1618  est un théologien italien et vénérable du Tiers-Ordre franciscain.
Il serait enterré en l'église de San Francesco a Ripa à Rome.

## Publications de Antonino da Patti
- Considerationi et espositioni sopra tutti li precetti della Regola de' frati minori, imprimé à Venise par Guerigli en 1615 et réimprimé en 1617 à Venise
- Viridarium concionatorum, imprimé à Venise en 1617
- La via sicura al cielo, Venise
- Apud Ioannem Guerilium, Giovanni Guerigli Editore, 1617, Venise
- Il Giardino dei Predicatori, Sermoni sul purgatorio, l'inferno e sulla Gerusalemme trionfante, 1617, Venise
- Entrata facile e sicura nel Paradiso, imprimé à Lyon en 1644

## Distinctions
- Chevalier de l'ordre de la Couronne d'Italie